# Liste der Nummer-eins-Hits in Belgien (1998)
Dies ist eine Liste der Nummer-eins-Hits in Belgien im Jahr 1998. Für die niederländischsprachigen Landesteile (Flandern) und die französischsprachigen Landesteile (Wallonie) werden getrennte Charts ermittelt. Veröffentlicht werden die Charts von Ultratop, das auf Initiative der Belgian Entertainment Association (BEA), der Vereinigung der Musik-, Film- und Spieleindustrie des Landes, entstanden ist.

## Flandern

### Singles
| ← 1997 ← | Liste der Nummer-eins-Hits in Belgien (Flandern) | Liste der Nummer-eins-Hits in Belgien (Flandern) | Liste der Nummer-eins-Hits in Belgien (Flandern) | 1999 →                    |
| \| Zeitraum \| Wo. ges. \| Interpret \| Titel Autor(en) \| Zusätzliche Informationen \| \| (Zeitraum, Wochen auf Platz eins, Interpret, Titel, Autor[en], zusätzliche Informationen) \| \| \| \| \| \| ----------------------------------------------------------------------------------------- \| -------- \| --------------------------- \| -------------------------------------------------------------------------------------------------------------------------------------------------------- \| ------------------------- \| \| 8. November 1997 – 16. Januar 1998 10 Wochen \| 10 \| Aqua \| Barbie Girl Musik: Søren Rasted, Claus Norreen; Text: Søren Rasted, Claus Norreen, René Dif, Lene Crawford Nystrøm \| – \| \| 17. Januar 1998 – 6. März 1998 7 Wochen \| 7 \| Natalie Imbruglia \| Torn Anne Preven, Scott Michael Cutler, Phil Thornalley \| – \| \| 7. März 1998 – 20. März 1998 2 Wochen (insgesamt 7) \| 7 \| Céline Dion \| My Heart Will Go On Will Jennings, James Horner \| – \| \| 21. März 1998 – 17. April 1998 4 Wochen \| 4 \| DJ Visage \| Formula Norbert Reichart, Mario Pinosa, Sergio Portaluri, Fulvio Zafret, Claudio Zennaro \| – \| \| 18. April 1998 – 22. Mai 1998 5 Wochen (insgesamt 7) \| 7 \| Céline Dion \| My Heart Will Go On Will Jennings, James Horner \| – \| \| 23. Mai 1998 – 31. Juli 1998 10 Wochen \| 10 \| Steps \| Last Thing on My Mind Sarah Elizabeth Dallin, Keren Jane Woodward, Peter Alan Waterman, Mike Stock \| – \| \| 1. August 1998 – 4. September 1998 5 Wochen \| 5 \| Pras Michel feat. ODB & Mýa \| Ghetto Supastar (That Is What You Are) Nel Wyclef Jean, Samuel Prakazrel Michel, Russell T. Jones, Barry Alan Gibb, Robin Hugh Gibb, Maurice Ernest Gibb \| – \| \| 5. September 1998 – 11. September 1998 1 Woche \| 1 \| Steps \| One for Sorrow Mark Paul Topham, Karl Francis Twigg, Lance Ellington \| – \| \| 12. September 1998 – 30. Oktober 1998 7 Wochen \| 7 \| Vengaboys \| We Like to Party! (The Vengabus) Dennis William van den Driesschen, Wessel van Diepen \| – \| \| 31. Oktober 1998 – 20. November 1998 3 Wochen \| 3 \| Scooter \| How Much Is the Fish? H. P. Baxxter, Rick J. Jordan, Axel Coon, Jens Peter Thele \| – \| \| 21. November 1998 – 11. Dezember 1998 3 Wochen \| 3 \| Vengaboys \| Boom, Boom, Boom, Boom!! Dennis William van den Driesschen, Wessel van Diepen, Benny Goran Bror Andersson, Björn K. Ulvaeus \| – \| \| 12. Dezember 1998 – 18. Dezember 1998 1 Woche \| 1 \| Cher \| Believe Brian Thomas Higgins, Paul Michael Barry, Steve Torch \| – \| \| 19. Dezember 1998 – 22. Januar 1999 5 Wochen \| 5 \| Emilia \| Big Big World Emilia Hanna Rydberg, Lars Olof Stig Andersson \| – \| |                                                  |                                                  | |                           |
| ← 1997 |                                                  |                                                  | | → 1999 →                  |
| Zeitraum | Wo. ges.                                         | Interpret                                        | Titel Autor(en) | Zusätzliche Informationen |
| (Zeitraum, Wochen auf Platz eins, Interpret, Titel, Autor[en], zusätzliche Informationen) |                                                  |                                                  | |                           |
| 8. November 1997 – 16. Januar 1998 10 Wochen | 10                                               | Aqua                                             | Barbie Girl Musik: Søren Rasted, Claus Norreen; Text: Søren Rasted, Claus Norreen, René Dif, Lene Crawford Nystrøm                                       | –                         |
| 17. Januar 1998 – 6. März 1998 7 Wochen | 7                                                | Natalie Imbruglia                                | Torn Anne Preven, Scott Michael Cutler, Phil Thornalley                                                                                                  | –                         |
| 7. März 1998 – 20. März 1998 2 Wochen (insgesamt 7) | 7                                                | Céline Dion                                      | My Heart Will Go On Will Jennings, James Horner | –                         |
| 21. März 1998 – 17. April 1998 4 Wochen | 4                                                | DJ Visage                                        | Formula Norbert Reichart, Mario Pinosa, Sergio Portaluri, Fulvio Zafret, Claudio Zennaro                                                                 | –                         |
| 18. April 1998 – 22. Mai 1998 5 Wochen (insgesamt 7) | 7                                                | Céline Dion                                      | My Heart Will Go On Will Jennings, James Horner | –                         |
| 23. Mai 1998 – 31. Juli 1998 10 Wochen | 10                                               | Steps                                            | Last Thing on My Mind Sarah Elizabeth Dallin, Keren Jane Woodward, Peter Alan Waterman, Mike Stock                                                       | –                         |
| 1. August 1998 – 4. September 1998 5 Wochen | 5                                                | Pras Michel feat. ODB & Mýa                      | Ghetto Supastar (That Is What You Are) Nel Wyclef Jean, Samuel Prakazrel Michel, Russell T. Jones, Barry Alan Gibb, Robin Hugh Gibb, Maurice Ernest Gibb | –                         |
| 5. September 1998 – 11. September 1998 1 Woche | 1                                                | Steps                                            | One for Sorrow Mark Paul Topham, Karl Francis Twigg, Lance Ellington                                                                                     | –                         |
| 12. September 1998 – 30. Oktober 1998 7 Wochen | 7                                                | Vengaboys                                        | We Like to Party! (The Vengabus) Dennis William van den Driesschen, Wessel van Diepen                                                                    | –                         |
| 31. Oktober 1998 – 20. November 1998 3 Wochen | 3                                                | Scooter                                          | How Much Is the Fish? H. P. Baxxter, Rick J. Jordan, Axel Coon, Jens Peter Thele                                                                         | –                         |
| 21. November 1998 – 11. Dezember 1998 3 Wochen | 3                                                | Vengaboys                                        | Boom, Boom, Boom, Boom!! Dennis William van den Driesschen, Wessel van Diepen, Benny Goran Bror Andersson, Björn K. Ulvaeus                              | –                         |
| 12. Dezember 1998 – 18. Dezember 1998 1 Woche | 1                                                | Cher                                             | Believe Brian Thomas Higgins, Paul Michael Barry, Steve Torch                                                                                            | –                         |
| 19. Dezember 1998 – 22. Januar 1999 5 Wochen | 5                                                | Emilia                                           | Big Big World Emilia Hanna Rydberg, Lars Olof Stig Andersson                                                                                             | –                         |

### Alben
| ← 1997 ← | Liste der Nummer-eins-Hits in Belgien (Flandern) | Liste der Nummer-eins-Hits in Belgien (Flandern) | Liste der Nummer-eins-Hits in Belgien (Flandern)        | 1999 →                    |
| \| Zeitraum \| Wo. ges. \| Interpret \| Titel \| Zusätzliche Informationen \| \| (Zeitraum, Wochen auf Platz eins, Interpret, Titel, zusätzliche Informationen) \| \| \| \| \| \| ------------------------------------------------------------------------------ \| -------- \| --------------------- \| ------------------------------------------------------- \| ------------------------- \| \| 13. Dezember 1997 – 23. Januar 1998 6 Wochen (insgesamt 23) \| 23 \| Helmut Lotti \| Helmut Lotti Goes Classic II \| – \| \| 24. Januar 1998 – 30. Januar 1998 1 Woche (insgesamt 2) \| 2 \| Céline Dion \| Let’s Talk About Love \| – \| \| 31. Januar 1998 – 27. März 1998 8 Wochen (insgesamt 13) \| 13 \| James Horner \| Titanic: Music from the Motion Picture (Filmsoundtrack) \| – \| \| 28. März 1998 – 17. April 1998 3 Wochen (insgesamt 5) \| 5 \| Madonna \| Ray of Light \| – \| \| 18. April 1998 – 24. April 1998 1 Woche (insgesamt 13) \| 13 \| James Horner \| Titanic: Music from the Motion Picture (Filmsoundtrack) \| – \| \| 25. April 1998 – 1. Mai 1998 1 Woche \| 1 \| K’s Choice \| Cocoon Crash \| – \| \| 2. Mai 1998 – 29. Mai 1998 4 Wochen (insgesamt 13) \| 13 \| James Horner \| Titanic: Music from the Motion Picture (Filmsoundtrack) \| – \| \| 30. Mai 1998 – 12. Juni 1998 2 Wochen (insgesamt 5) \| 5 \| Madonna \| Ray of Light \| – \| \| 13. Juni 1998 – 19. Juni 1998 1 Woche \| 1 \| The Smashing Pumpkins \| Adore \| – \| \| 20. Juni 1998 – 3. Juli 1998 2 Wochen \| 2 \| Axelle Red \| Con solo pensarlo \| – \| \| 4. Juli 1998 – 21. August 1998 7 Wochen \| 7 \| Samson & Gert \| Samson & Gert 8 \| – \| \| 22. August 1998 – 28. August 1998 1 Woche \| 1 \| 5ive \| 5ive \| – \| \| 29. August 1998 – 25. September 1998 4 Wochen \| 4 \| Marco Borsato \| De bestemming \| – \| \| 26. September 1998 – 30. Oktober 1998 5 Wochen \| 5 \| Steps \| Step One \| – \| \| 31. Oktober 1998 – 13. November 1998 2 Wochen (insgesamt 7) \| 7 \| Helmut Lotti \| Helmut Lotti Goes Classic Final Edition \| – \| \| 14. November 1998 – 11. Dezember 1998 4 Wochen (insgesamt 6) \| 6 \| U2 \| The Best of 1980–1990 \| – \| \| 12. Dezember 1998 – 15. Januar 1999 5 Wochen (insgesamt 7) \| 7 \| Helmut Lotti \| Helmut Lotti Goes Classic Final Edition \| – \| |                                                  |                                                  |                                                         |                           |
| ← 1997 |                                                  |                                                  |                                                         | → 1999 →                  |
| Zeitraum | Wo. ges.                                         | Interpret                                        | Titel                                                   | Zusätzliche Informationen |
| (Zeitraum, Wochen auf Platz eins, Interpret, Titel, zusätzliche Informationen) |                                                  |                                                  |                                                         |                           |
| 13. Dezember 1997 – 23. Januar 1998 6 Wochen (insgesamt 23) | 23                                               | Helmut Lotti                                     | Helmut Lotti Goes Classic II                            | –                         |
| 24. Januar 1998 – 30. Januar 1998 1 Woche (insgesamt 2) | 2                                                | Céline Dion                                      | Let’s Talk About Love                                   | –                         |
| 31. Januar 1998 – 27. März 1998 8 Wochen (insgesamt 13) | 13                                               | James Horner                                     | Titanic: Music from the Motion Picture (Filmsoundtrack) | –                         |
| 28. März 1998 – 17. April 1998 3 Wochen (insgesamt 5) | 5                                                | Madonna                                          | Ray of Light                                            | –                         |
| 18. April 1998 – 24. April 1998 1 Woche (insgesamt 13) | 13                                               | James Horner                                     | Titanic: Music from the Motion Picture (Filmsoundtrack) | –                         |
| 25. April 1998 – 1. Mai 1998 1 Woche | 1                                                | K’s Choice                                       | Cocoon Crash                                            | –                         |
| 2. Mai 1998 – 29. Mai 1998 4 Wochen (insgesamt 13) | 13                                               | James Horner                                     | Titanic: Music from the Motion Picture (Filmsoundtrack) | –                         |
| 30. Mai 1998 – 12. Juni 1998 2 Wochen (insgesamt 5) | 5                                                | Madonna                                          | Ray of Light                                            | –                         |
| 13. Juni 1998 – 19. Juni 1998 1 Woche | 1                                                | The Smashing Pumpkins                            | Adore                                                   | –                         |
| 20. Juni 1998 – 3. Juli 1998 2 Wochen | 2                                                | Axelle Red                                       | Con solo pensarlo                                       | –                         |
| 4. Juli 1998 – 21. August 1998 7 Wochen | 7                                                | Samson & Gert                                    | Samson & Gert 8                                         | –                         |
| 22. August 1998 – 28. August 1998 1 Woche | 1                                                | 5ive                                             | 5ive                                                    | –                         |
| 29. August 1998 – 25. September 1998 4 Wochen | 4                                                | Marco Borsato                                    | De bestemming                                           | –                         |
| 26. September 1998 – 30. Oktober 1998 5 Wochen | 5                                                | Steps                                            | Step One                                                | –                         |
| 31. Oktober 1998 – 13. November 1998 2 Wochen (insgesamt 7) | 7                                                | Helmut Lotti                                     | Helmut Lotti Goes Classic Final Edition                 | –                         |
| 14. November 1998 – 11. Dezember 1998 4 Wochen (insgesamt 6) | 6                                                | U2                                               | The Best of 1980–1990                                   | –                         |
| 12. Dezember 1998 – 15. Januar 1999 5 Wochen (insgesamt 7) | 7                                                | Helmut Lotti                                     | Helmut Lotti Goes Classic Final Edition                 | –                         |

## Jahreshitparaden
| ← 1997 ← | Liste der Nummer-eins-Hits in Belgien (Flandern) | Liste der Nummer-eins-Hits in Belgien (Flandern)                     | Liste der Nummer-eins-Hits in Belgien (Flandern) | 1999 →   |
| \| Singles \| Position# \| Alben \| \| ----------------------------------------------------------------------------------------------------------------------------------- \| --------- \| -------------------------------------------------------------------- \| \| My Heart Will Go On Céline Dion Will Jennings, James Horner \| 1 \| Helmut Lotti Goes Classic Final Edition Helmut Lotti \| \| Formula DJ Visage Norbert Reichart, Mario Pinosa, Sergio Portaluri, Fulvio Zafret, Claudio Zennaro \| 2 \| The Best of 1980–1990 U2 \| \| Big Big World Emilia Emilia Hanna Rydberg, Lars Olof Stig Andersson \| 3 \| Titanic: Music from the Motion Picture (Filmsoundtrack) James Horner \| \| Believe Cher Brian Thomas Higgins, Paul Michael Barry, Steve Torch \| 4 \| Step One Steps \| \| Last Thing on My Mind Steps Sarah Elizabeth Dallin, Keren Jane Woodward, Peter Alan Waterman, Mike Stock \| 5 \| Ray of Light Madonna \| \| Torn Natalie Imbruglia Anne Preven, Scott Michael Cutler, Phil Thornalley \| 6 \| Let’s Talk About Love Céline Dion \| \| Boom, Boom, Boom, Boom Vengaboys Dennis William van den Driesschen, Wessel van Diepen, Benny Goran Bror Andersson, Björn K. Ulvaeus \| 7 \| Plop 1 Kabouter Plop \| \| We Like to Party (The Vengabus) Vengaboys Dennis William van den Driesschen, Wessel van Diepen \| 8 \| Ladies & Gentlemen – The Best of George Michael George Michael \| \| No Matter What Boyzone Musik: Andrew Lloyd Webber; Text: Jim Steinman \| 9 \| Greatest Hits Joe Cocker \| \| 5, 6, 7, 8 Steps Barry John Upton, Steven Crosby \| 10 \| Sultans of Swing – The Very Best of Dire Straits Dire Straits \| |                                                  |                                                                      |                                                  |          |
| ← 1997 |                                                  |                                                                      |                                                  | → 1999 → |
| Singles | Position#                                        | Alben                                                                |                                                  |          |
| My Heart Will Go On Céline Dion Will Jennings, James Horner | 1                                                | Helmut Lotti Goes Classic Final Edition Helmut Lotti                 |                                                  |          |
| Formula DJ Visage Norbert Reichart, Mario Pinosa, Sergio Portaluri, Fulvio Zafret, Claudio Zennaro | 2                                                | The Best of 1980–1990 U2                                             |                                                  |          |
| Big Big World Emilia Emilia Hanna Rydberg, Lars Olof Stig Andersson | 3                                                | Titanic: Music from the Motion Picture (Filmsoundtrack) James Horner |                                                  |          |
| Believe Cher Brian Thomas Higgins, Paul Michael Barry, Steve Torch | 4                                                | Step One Steps                                                       |                                                  |          |
| Last Thing on My Mind Steps Sarah Elizabeth Dallin, Keren Jane Woodward, Peter Alan Waterman, Mike Stock | 5                                                | Ray of Light Madonna                                                 |                                                  |          |
| Torn Natalie Imbruglia Anne Preven, Scott Michael Cutler, Phil Thornalley | 6                                                | Let’s Talk About Love Céline Dion                                    |                                                  |          |
| Boom, Boom, Boom, Boom Vengaboys Dennis William van den Driesschen, Wessel van Diepen, Benny Goran Bror Andersson, Björn K. Ulvaeus | 7                                                | Plop 1 Kabouter Plop                                                 |                                                  |          |
| We Like to Party (The Vengabus) Vengaboys Dennis William van den Driesschen, Wessel van Diepen | 8                                                | Ladies & Gentlemen – The Best of George Michael George Michael       |                                                  |          |
| No Matter What Boyzone Musik: Andrew Lloyd Webber; Text: Jim Steinman | 9                                                | Greatest Hits Joe Cocker                                             |                                                  |          |
| 5, 6, 7, 8 Steps Barry John Upton, Steven Crosby | 10                                               | Sultans of Swing – The Very Best of Dire Straits Dire Straits        |                                                  |          |

## Wallonien

### Singles
| ← 1997 ← | Liste der Nummer-eins-Hits in Belgien (Wallonie) | Liste der Nummer-eins-Hits in Belgien (Wallonie) | Liste der Nummer-eins-Hits in Belgien (Wallonie)                                                                            | 1999 →                    |
| \| Zeitraum \| Wo. ges. \| Interpret \| Titel Autor(en) \| Zusätzliche Informationen \| \| (Zeitraum, Wochen auf Platz eins, Interpret, Titel, Autor[en], zusätzliche Informationen) \| \| \| \| \| \| ----------------------------------------------------------------------------------------- \| -------- \| ---------------------------------------- \| --------------------------------------------------------------------------------------------------------------------------- \| ------------------------- \| \| 20. Dezember 1997 – 16. Januar 1998 4 Wochen \| 4 \| Florent Pagny \| Savoir aimer Musik: Pascal Michel Obispo \| – \| \| 17. Januar 1998 – 23. Januar 1998 1 Woche \| 1 \| Nathalie Cardone \| Hasta siempre Carlos Manuel Puebla \| – \| \| 24. Januar 1998 – 27. Februar 1998 5 Wochen \| 5 \| Andrea Bocelli en duo avec Hélène Ségara \| Vivo per lei – Je vis pour elle Musik: Valerio Zelli, Mauro Mengali; Text: Gigi Panceri; französischer Text: Michel Jourdan \| – \| \| 28. Februar 1998 – 8. Mai 1998 10 Wochen \| 10 \| Céline Dion \| My Heart Will Go On Will Jennings, James Horner \| – \| \| 9. Mai 1998 – 22. Mai 1998 2 Wochen \| 2 \| Marianne Molina \| Je me souviens Musik: Daniel Bigras; Text: Bouaziss Tabhra \| – \| \| 23. Mai 1998 – 26. Juni 1998 5 Wochen \| 5 \| DJ Visage \| Formula Norbert Reichart, Mario Pinosa, Sergio Portaluri, Fulvio Zafret, Claudio Zennaro \| – \| \| 27. Juni 1998 – 3. Juli 1998 1 Woche \| 1 \| Ricky Martin \| La copa de la vida Musik: Desmond Child, Ian Blake; Text: Desmond Child \| – \| \| 4. Juli 1998 – 10. Juli 1998 1 Woche \| 1 \| The Tamperer feat. Maya \| Feel It Michael Joe Jackson, Jackie Jackson \| – \| \| 11. Juli 1998 – 24. Juli 1998 2 Wochen \| 2 \| Coumba Gawlo \| Pata pata Miriam Makeba, Jerry Ragovoy \| – \| \| 25. Juli 1998 – 18. September 1998 8 Wochen \| 8 \| Manau \| La tribu de Dana Musik: Hervé Arthur Edouard Lardic, Cedric Henri Guillaume Soubiron; Text: Martial Christian Tricoche \| – \| \| 19. September 1998 – 30. Oktober 1998 6 Wochen \| 6 \| Daniel Lavoie, Patrick Fiori & Garou \| Belle Musik: Riccardo Vincent Cocciante; Text: Luc Plamondon \| – \| \| 31. Oktober 1998 – 27. November 1998 4 Wochen \| 4 \| Tarkan \| Şimarik Sezen Aksu \| – \| \| 28. November 1998 – 1. Januar 1999 5 Wochen \| 5 \| Lââm \| Chanter pour ceux qui sont loin de chez eux Michel Jean Hamburger \| – \| |                                                  |                                                  | |                           |
| ← 1997 |                                                  |                                                  | | → 1999 →                  |
| Zeitraum | Wo. ges.                                         | Interpret                                        | Titel Autor(en) | Zusätzliche Informationen |
| (Zeitraum, Wochen auf Platz eins, Interpret, Titel, Autor[en], zusätzliche Informationen) |                                                  |                                                  | |                           |
| 20. Dezember 1997 – 16. Januar 1998 4 Wochen | 4                                                | Florent Pagny                                    | Savoir aimer Musik: Pascal Michel Obispo                                                                                    | –                         |
| 17. Januar 1998 – 23. Januar 1998 1 Woche | 1                                                | Nathalie Cardone                                 | Hasta siempre Carlos Manuel Puebla                                                                                          | –                         |
| 24. Januar 1998 – 27. Februar 1998 5 Wochen | 5                                                | Andrea Bocelli en duo avec Hélène Ségara         | Vivo per lei – Je vis pour elle Musik: Valerio Zelli, Mauro Mengali; Text: Gigi Panceri; französischer Text: Michel Jourdan | –                         |
| 28. Februar 1998 – 8. Mai 1998 10 Wochen | 10                                               | Céline Dion                                      | My Heart Will Go On Will Jennings, James Horner                                                                             | –                         |
| 9. Mai 1998 – 22. Mai 1998 2 Wochen | 2                                                | Marianne Molina                                  | Je me souviens Musik: Daniel Bigras; Text: Bouaziss Tabhra                                                                  | –                         |
| 23. Mai 1998 – 26. Juni 1998 5 Wochen | 5                                                | DJ Visage                                        | Formula Norbert Reichart, Mario Pinosa, Sergio Portaluri, Fulvio Zafret, Claudio Zennaro                                    | –                         |
| 27. Juni 1998 – 3. Juli 1998 1 Woche | 1                                                | Ricky Martin                                     | La copa de la vida Musik: Desmond Child, Ian Blake; Text: Desmond Child                                                     | –                         |
| 4. Juli 1998 – 10. Juli 1998 1 Woche | 1                                                | The Tamperer feat. Maya                          | Feel It Michael Joe Jackson, Jackie Jackson                                                                                 | –                         |
| 11. Juli 1998 – 24. Juli 1998 2 Wochen | 2                                                | Coumba Gawlo                                     | Pata pata Miriam Makeba, Jerry Ragovoy                                                                                      | –                         |
| 25. Juli 1998 – 18. September 1998 8 Wochen | 8                                                | Manau                                            | La tribu de Dana Musik: Hervé Arthur Edouard Lardic, Cedric Henri Guillaume Soubiron; Text: Martial Christian Tricoche      | –                         |
| 19. September 1998 – 30. Oktober 1998 6 Wochen | 6                                                | Daniel Lavoie, Patrick Fiori & Garou             | Belle Musik: Riccardo Vincent Cocciante; Text: Luc Plamondon                                                                | –                         |
| 31. Oktober 1998 – 27. November 1998 4 Wochen | 4                                                | Tarkan                                           | Şimarik Sezen Aksu | –                         |
| 28. November 1998 – 1. Januar 1999 5 Wochen | 5                                                | Lââm                                             | Chanter pour ceux qui sont loin de chez eux Michel Jean Hamburger                                                           | –                         |

### Alben
| ← 1997 ← | Liste der Nummer-eins-Hits in Belgien (Wallonie) | Liste der Nummer-eins-Hits in Belgien (Wallonie) | Liste der Nummer-eins-Hits in Belgien (Wallonie)        | 1999 →                    |
| \| Zeitraum \| Wo. ges. \| Interpret \| Titel \| Zusätzliche Informationen \| \| (Zeitraum, Wochen auf Platz eins, Interpret, Titel, zusätzliche Informationen) \| \| \| \| \| \| ------------------------------------------------------------------------------ \| -------- \| -------------------- \| ------------------------------------------------------- \| ------------------------- \| \| 27. Dezember 1997 – 9. Januar 1998 2 Wochen \| 2 \| Florent Pagny \| Savoir aimer \| – \| \| 10. Januar 1998 – 6. Februar 1998 4 Wochen (insgesamt 7) \| 7 \| Céline Dion \| Let’s Talk About Love \| – \| \| 7. Februar 1998 – 15. Mai 1998 14 Wochen \| 14 \| James Horner \| Titanic: Music from the Motion Picture (Filmsoundtrack) \| – \| \| 16. Mai 1998 – 7. August 1998 12 Wochen \| 12 \| Maurane \| L’un pour l’autre \| – \| \| 8. August 1998 – 11. September 1998 5 Wochen (insgesamt 22) \| 22 \| (Musical-Soundtrack) \| Notre-Dame de Paris \| – \| \| 12. September 1998 – 9. Oktober 1998 4 Wochen \| 4 \| Céline Dion \| S’il suffisait d’aimer \| – \| \| 10. Oktober 1998 – 6. November 1998 4 Wochen (insgesamt 22) \| 22 \| (Musical-Soundtrack) \| Notre-Dame de Paris \| – \| \| 7. November 1998 – 13. November 1998 1 Woche \| 1 \| Phil Collins \| … Hits \| – \| \| 14. November 1998 – 25. Dezember 1998 6 Wochen \| 6 \| U2 \| The Best of 1980–1990 \| – \| \| 26. Dezember 1998 – 26. März 1999 13 Wochen (insgesamt 22) \| 22 \| (Musical-Soundtrack) \| Notre-Dame de Paris \| – \| |                                                  |                                                  |                                                         |                           |
| ← 1997 |                                                  |                                                  |                                                         | → 1999 →                  |
| Zeitraum | Wo. ges.                                         | Interpret                                        | Titel                                                   | Zusätzliche Informationen |
| (Zeitraum, Wochen auf Platz eins, Interpret, Titel, zusätzliche Informationen) |                                                  |                                                  |                                                         |                           |
| 27. Dezember 1997 – 9. Januar 1998 2 Wochen | 2                                                | Florent Pagny                                    | Savoir aimer                                            | –                         |
| 10. Januar 1998 – 6. Februar 1998 4 Wochen (insgesamt 7) | 7                                                | Céline Dion                                      | Let’s Talk About Love                                   | –                         |
| 7. Februar 1998 – 15. Mai 1998 14 Wochen | 14                                               | James Horner                                     | Titanic: Music from the Motion Picture (Filmsoundtrack) | –                         |
| 16. Mai 1998 – 7. August 1998 12 Wochen | 12                                               | Maurane                                          | L’un pour l’autre                                       | –                         |
| 8. August 1998 – 11. September 1998 5 Wochen (insgesamt 22) | 22                                               | (Musical-Soundtrack)                             | Notre-Dame de Paris                                     | –                         |
| 12. September 1998 – 9. Oktober 1998 4 Wochen | 4                                                | Céline Dion                                      | S’il suffisait d’aimer                                  | –                         |
| 10. Oktober 1998 – 6. November 1998 4 Wochen (insgesamt 22) | 22                                               | (Musical-Soundtrack)                             | Notre-Dame de Paris                                     | –                         |
| 7. November 1998 – 13. November 1998 1 Woche | 1                                                | Phil Collins                                     | … Hits                                                  | –                         |
| 14. November 1998 – 25. Dezember 1998 6 Wochen | 6                                                | U2                                               | The Best of 1980–1990                                   | –                         |
| 26. Dezember 1998 – 26. März 1999 13 Wochen (insgesamt 22) | 22                                               | (Musical-Soundtrack)                             | Notre-Dame de Paris                                     | –                         |

## Jahreshitparaden
| ← 1997 ← | Liste der Nummer-eins-Hits in Belgien (Wallonie) | Liste der Nummer-eins-Hits in Belgien (Wallonie)                     | Liste der Nummer-eins-Hits in Belgien (Wallonie) | 1999 →   |
| \| Singles \| Position# \| Alben \| \| -------------------------------------------------------------------------------------------------------------------------------------------------------------------- \| --------- \| -------------------------------------------------------------------- \| \| Belle Daniel Lavoie, Patrick Fiori & Garou Musik: Riccardo Vincent Cocciante; Text: Luc Plamondon \| 1 \| Notre-Dame de Paris (Musical-Soundtrack) \| \| My Heart Will Go On Céline Dion Will Jennings, James Horner \| 2 \| Titanic: Music from the Motion Picture (Filmsoundtrack) James Horner \| \| La tribu de Dana Manau Musik: Hervé Arthur Edouard Lardic, Cedric Henri Guillaume Soubiron; Text: Martial Christian Tricoche \| 3 \| The Best of 1980–1990 U2 \| \| Vivo per lei – Je vis pour elle Andrea Bocelli en duo avec Hélène Ségara Musik: Valerio Zelli, Mauro Mengali; Text: Gigi Panceri; französischer Text: Michel Jourdan \| 4 \| Pure Lara Fabian \| \| Şimarik Tarkan Sezen Aksu \| 5 \| Savoir aimer Florent Pagny \| \| Formula DJ Visage Norbert Reichart, Mario Pinosa, Sergio Portaluri, Fulvio Zafret, Claudio Zennaro \| 6 \| S’il suffisait d’aimer Céline Dion \| \| La copa de la vida Ricky Martin Musik: Desmond Child, Ian Blake; Text: Desmond Child \| 7 \| Let’s Talk About Love Céline Dion \| \| Chanter pour ceux qui sont loin de chez eux Lââm Michel Jean Hamburger \| 8 \| Panique celtique Manau \| \| Together Again Janet Jackson Janet Jackson, James Samuel Harris III, Terry Steven Lewis \| 9 \| L’un pour l’autre Maurane \| \| The Boy Is Mine Brandy & Monica LaShawn Ameen Daniels, Rodney Roy Jerkins, Brandy Norwood, Fred Jerkins III, Japhe Tejeda \| 10 \| Louise Attaque \| |                                                  |                                                                      |                                                  |          |
| ← 1997 |                                                  |                                                                      |                                                  | → 1999 → |
| Singles | Position#                                        | Alben                                                                |                                                  |          |
| Belle Daniel Lavoie, Patrick Fiori & Garou Musik: Riccardo Vincent Cocciante; Text: Luc Plamondon | 1                                                | Notre-Dame de Paris (Musical-Soundtrack)                             |                                                  |          |
| My Heart Will Go On Céline Dion Will Jennings, James Horner | 2                                                | Titanic: Music from the Motion Picture (Filmsoundtrack) James Horner |                                                  |          |
| La tribu de Dana Manau Musik: Hervé Arthur Edouard Lardic, Cedric Henri Guillaume Soubiron; Text: Martial Christian Tricoche | 3                                                | The Best of 1980–1990 U2                                             |                                                  |          |
| Vivo per lei – Je vis pour elle Andrea Bocelli en duo avec Hélène Ségara Musik: Valerio Zelli, Mauro Mengali; Text: Gigi Panceri; französischer Text: Michel Jourdan | 4                                                | Pure Lara Fabian                                                     |                                                  |          |
| Şimarik Tarkan Sezen Aksu | 5                                                | Savoir aimer Florent Pagny                                           |                                                  |          |
| Formula DJ Visage Norbert Reichart, Mario Pinosa, Sergio Portaluri, Fulvio Zafret, Claudio Zennaro | 6                                                | S’il suffisait d’aimer Céline Dion                                   |                                                  |          |
| La copa de la vida Ricky Martin Musik: Desmond Child, Ian Blake; Text: Desmond Child | 7                                                | Let’s Talk About Love Céline Dion                                    |                                                  |          |
| Chanter pour ceux qui sont loin de chez eux Lââm Michel Jean Hamburger | 8                                                | Panique celtique Manau                                               |                                                  |          |
| Together Again Janet Jackson Janet Jackson, James Samuel Harris III, Terry Steven Lewis | 9                                                | L’un pour l’autre Maurane                                            |                                                  |          |
| The Boy Is Mine Brandy & Monica LaShawn Ameen Daniels, Rodney Roy Jerkins, Brandy Norwood, Fred Jerkins III, Japhe Tejeda | 10                                               | Louise Attaque                                                       |                                                  |          |